# Júlio Baptista
Júlio César Baptista, cunoscut ca Júlio Baptista (n. 1 octombrie 1981, São Paulo, Brazilia) a fost un fotbalist care ultima oară s-a aflat sub contract cu CFR Cluj. Julio Baptista evolua pe postul de mijlocaș ofensiv sau chiar și atacant la echipa sa de club. A jucat și la echipa națională de fotbal a Braziliei între 2001-2010.

## Cariera
Julio Baptista și-a început cariera în orașul său natal, la echipa Sao Paulo Futebol Clube. A evoluat aici ca mijlocaș defensiv, până a se transfera la Sevilla, care a plătit pe el suma de 3,5 milioane de dolari. Aici, el a jucat pe posturi ofensive, fiind folosit foarte des ca atacant. A început prin a marca o dublă în victoria cu 4-0 a Sevillei cu Racing de Santander. El a marcat nu mai puțin de 38 de goluri în 63 de meciuri, cu 25 numai în primul sezon, intrând astfel în atenția marilor cluburi din Primera Division. Astfel, în anul 2005, a ajuns în curtea lui Real Madrid, împreună cu colegul său de la Sevilla, Sergio Ramos. Julio Baptista nu a confirmat însă așteptările, fiind însă folosit ca mijlocaș stânga la Real, post pe care nu a dat randamentul dorit. Postul său favorit era ocupat de doi mijlocași centrali emblematici pentru Real, și anume Zinedine Zidane și Guti, care erau de neclintit din primul unsprezece, astfel că Baptista a luat decizia de a pleca de la Real.
El a fost împrumutat la Arsenal în vara anului 2006, în urma unui schimb de jucători din care echipa de pe Santiago Bernabeu s-a ales cu José Antonio Reyes. La Arsenal, Julio Baptista a evoluat în 24 de meciuri, înscriind 3 goluri în Premier League. A marcat primul gol pentru Arsenal într-un meci cu Hamburger SV din Liga Campionilor pe data de 21 noiembrie 2006. Unul din puținele momente de glorie ale lui Julio Baptista la Arsenal este un meci de Cupa Ligii cu Liverpool, meci în care cormoranii au fost înfrânți cu scorul de 6-3, iar brazilianul a marcat nu mai puțin de 3 goluri. Julio Baptista avea să se întoarcă în vara anului 2007 la Real Madrid, la insistențele noului antrenor al albilor, Bernd Schuster, care l-a titularizat pe Baptista pe postul său preferat, cel de mijlocaș ofensiv. A marcat inclusiv în Liga Campionilor, într-un meci cu Lazio Roma, iar cel mai important gol este cel marcat împotriva marilor rivali de la Barcelona, în El Clásico, gol care a adus victoria madrilenilor.
În vara anului 2008, este vândut la Roma, pentru suma de 9 milioane de euro. Reușește în primul sezon la echipa italiană sa marcheze o dublă cu Bordeaux în Liga Campionilor, dar și un gol în Derby Della Capitalle, contra rivalei Lazio. Termina sezonul în discuție cu 11 goluri, dintre care 9 în campionat. Marchează din ce în ce mai rar, iar în urma plecării lui Luciano Spalletti și a înlocuirii acestuia cu Claudio Ranieri, își pierde postul de titular. Lucrurile nu se îmbunătățeșc nici după sosirea lui Vincenzo Montella in locul lui Ranieri, astfel că, după trei ani la formația Gialorossi, este vândut la Malaga. 
În 2013, revine în campionatul brazilian, semnând cu Cruzeiro. După întoarcerea în Brazilia, semnează cu Orlando City, în Major Soccer League, după care se retrage din fotbal la începutul lui 2017, la vârsta de 35 de ani. 
În vara anului 2018, revine în fotbal, semnând un contract cu campioana entitre a României, CFR Cluj, devenind astfel cel mai titrat fotbalist din istoria Ligii I. 

### Cariera internațională
La echipa națională, Julio Baptista a evoluat în 47 de meciuri, marcând cinci goluri pentru naționala „Cariocas”. A debutat la un meci cu Japonia, de la Cupa Confederațiilor din 2005, iar cea mai importantă realizare a sa cu naționala Braziliei rămâne câștigarea Copei America, după o finală cu Argentina în care Baptista a deschis scorul.

## Legături externe
- es  en  Profil pe La Liga profile
- Profil pe BDFutbol
- Júlio Baptista pe site-ul National-Football-Teams.com
- Júlio Baptista la Soccerbase
- Profil pe SambaFoot
- Júlio Baptista pe site-ul FIFA (arhivat)